# Curació del criat del centurió
La curació del criat del centurió és un dels miracles de Jesús narrat als evangelis (Mateu 8:5-13 i Lluc 7:1-10).

## Narració
Un centurió es va apropar a Jesús i li va pregar que guarís el seu criat favorit. Jesús li respongué que si volia que anés a casa seva a mirar què tenia. Llavors el soldat va replicar que no mereixia tal honor i que només amb una ordre seva, la malaltia sortiria del cos del criat, igual que els seus homes obeïen els seus mandats. Jesús va quedar meravellat per la seva fe i va afirmar que el criat ja estava sa, fet que van comprovar posteriorment tots els assistents.

## Anàlisi
Les cures són el tipus de miracle més freqüent de Jesús, el qual assegura a diversos indrets que ha vingut a sanar els cossos i les ànimes (a l'època es pensava que les malalties eren càstigs divins pels pecats comesos). Com en altres ocasions, Jesús guareix amb la paraula, tal com proclama el centurió, que afirma que pot ordenar a la malaltia o mals esperits que abandonin un cos, reconeixent així el poder de Jesús. Aquest reconeixement és el que fa que se li atorgui el miracle demanat. El catàleg de persones guarides presenta diversos estaments, des de gent humil fins a poderosos funcionaris com el centurió, des de coneguts fins a gent que l'atura pel carrer, així es demostra que Crist no fa diferències i que la seva compassió arriba a tothom.
Existeix un miracle similar narrat a l'evangeli de Joan que no es pot considerar exactament el mateix, ja que es parla de parent i no de criat i la persona que ho demana no és un centurió, però alguns comentaristes han considerat que serien versions diferents d'una mateixa història. La paraula original del criat molt preuat, país, i els termes en els quals parla el centurió, han suggerit a diversos estudiosos l'existència d'una relació sexual entre l'amo i el criat.